# رولاندو بندتی
رولاندو بندتی (ایتالیایی: Rolando Benedetti) تدوین‌گر اهل ایتالیا بود.
از فیلم‌هایی که وی در آن‌ها نقش داشته است، می‌توان به پشت پرده، ناپلئون، شیخ سفید، ولگردها، احساس مالکیت، زن اغواگر، غیرت روستایی و پوچینی اشاره نمود.